# آلان مور
آلان أوسوالد مور  (Alan Oswald Moore) (ولد في 18 من نوفمبر 1953م) هو كاتب إنجليزي عُرِفَ في الأصل بتأليف القصص المصورة، وهو المجال الذي قدم فيه عددًا من المسلسلات الشهيرة والمعروفة، بما في ذلك وتشمان (Watchmen) وث رمزًا للثأر (V for Vendetta) ومن الجحيم (From Hell). وصِفَ «بواحد من أهم الكُتَّاب البريطانييين في الخمسين عام الأخيرة» بالإضافة إلى وصفه كثيرًا بأفضل كاتب روايات تصويرية في التاريخ.(ص.10)(ص.7). وقد استخدم أحيانًا أسماء مستعارة، مثل:كيرت فيل (Curt Vile) وجيل دو راي (Jill de Ray) وترانسلوشيا بابون (Translucia Baboon).
بدأ مور الكتابة لمجلات الهواة المغمورة والبديلة في أواخر القرن العشرين قبل أن يحقق نجاحًا في نشر الرسوم الهزلية في مثل هذه المجلات، مثل:2000 بعد الميلاد (2000 AD) والمحارب (Warrior). بعد ذلك التقطته شركة دي سي كومكس (DC Comics) الأمريكية، وكونه «أول كاتب قصص مصورة يعيش في بريطانيا وينتج أعمالاً بارزة في أمريكا»، عمل على إبداع شخصيات كبيرة(ص.7) مثل: باتمان (باتمان: المزحة القاتلة) وسوبرمان (ما الذي حدث لرجل الغد؟) وطور شخصية سوامب ثينج بصورة ملحوظة، وألَّف أعمالاً مبدعة مثل وتشمان. خلال ذلك العقد، ساعد مور على جذب اهتمام اجتماعي أكبر في الولايات المتحدة والمملكة المتحدة،(ص.11) ونُسِب إليه بالتالي استحداث مصطلح «الرواية المصورة» بدلاً من «القصة المصورة». في أواخر ثمانينات القرن العشرين الميلادي وبدايات القرن الواحد والعشرين الميلادي، ترك مور الاتجاه السائد في صناعة القصص المثورة وأخذ يعمل مستقلاً لفترة، حيث عمل على العمل التجريبي، مثل: ملحمة من الجحيم والرواية الإباحية الفتيات المفقودات، والرواية الواقعية صوت النار. ثم عاد بعد ذلك إلى الاتجاه السائد في تسعينات القرن العشرين، ليعمل مع دار نشر إيمدج كوميكس (Image Comics)، قبل إنشاء دار Image Comics، وهي تمثل الناشر الذي قام من خلاله بنشر أعمال مثل عصابة الأبطال الخارقين وبروميثيا (Promethea) التي تحكي عن التنجيم.
إن مور ينتمي للوثنية الجديدة، وهو مشعوذ، وساحر شعائري، وعرَّاف، كما أنه شخص نباتي وفوضوي، وقد أبدى هذه الموضوعات في أعمال منها بروميثيا، ومن الجحيم، وث رمزًا للثأر، بالإضافة إلى أعمال طليعية تتحدث صراحةً عن الشعوذة مع القمر ومعجزات أفعى المسرح المصري الكبير (The Moon and Serpent Grand Egyptian Theatre of Marvels)، حيث تم طُرِح بعضها في صورة أقراص مضغوطة.
بالرغم من اعتراضه الشخصي عليها، فقد مثلت كتبه حجر الأساس لأفلام هوليوود، بما في ذلك  من الجحيم (2001م)، وعصابة الأبطال الخارقين (2003م)، وث رمزًا للثأر، (2005م)، ووتشمان (2009م). كما أُشير إلى مور في الثقافة الشعبية، وعُرِفَ بصفته مؤثرًا في مجموعة من الرموز الأدبية ورموز التليفزيون، من بينهم نيل جيمان (Neil Gaiman)،  وجوس ويدون (Joss Whedon)، ودامون ليندلوف (Damon Lindelof).

## بداية حياته

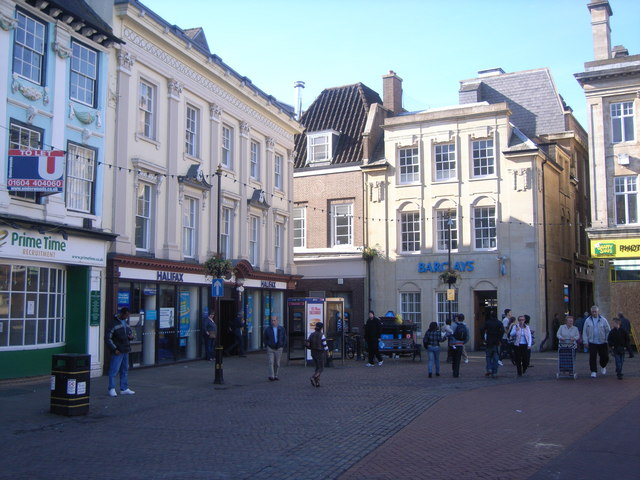
مركز مدينة نورثامتبون حيث قضى مور حياته بأكملها. مثلت تلك المدينة لاحقًا بيئة أحداث رواية «أورشليم» التي ألفها مور.

وُلد مور في 18 نوفمبر 1953 في مستشفى سانت إدموند في نورثامبتون لأسرة من الطبقة العاملة يُعتقد بأنها مكثت في تلك المدينة لعدة أجيال. نشأ مور في إحدى مناطق نورثامبتون تُدعى «ذا بوروز»، وهي منطقة موبوءة بالفقر الشديد، وتفتقر إلى الخدمات العامة، وتتسم بنسبة عالية من الأمية. ورغم ذلك أعجب بها مور في صغره قائلًا: «أحببتها. أحببت ناسها، والمجتمع الناشئ بها... لم أكن أعرف مكانًا آخر سواها». عاش مور في منزله مع والديه؛ صانع الخمور إرنست مور، والرسامة سيلفيا دورين؛ وأخيه الصغير مايك، وجدته لأمه. كان مور قارءًا نهمًا منذ أن كان بعمر الخامسة، واعتاد استعارة الكتب من المكتبة المحلية، وبعدها التحق بمدرسة سبرينغ لان الابتدائية. وفي ذات الوقت شرع مور في قراءة الرسوم المصورة، بعضها كانت بريطانية الأصل مثل ذا توبر، وذا بريزر؛ وبعضها الآخر من الولايات المتحدة مثل ذا فلاش، ديتيكتيف كوميكس، فانتاستيك فور وبلاكهوك. وفي وقت لاحق، نجح مور في اختبار الحادية عشرة، وبذلك أصبح جاهزًا للالتحاق بمدرسة نورثامبتون للبنين حيث قابل أناسًا من الطبقى الوسطى المتعلمة لأول مرة في حياته، وأصابه الذهول عندما انتكس من كونه أفضل طلاب مدرسته الابتدائية إلى أدنى مرتبة في فصله في المدرسة الثانوية. امتعض مور من تلك المدرسة ومن الدراسة الأكاديمية، واعتقد أن المدارس ترغم طلابها على دراسة «مقرر دراسي مستتر» مُعد خصيصًا لتقلينهم «الانضباط، والطاعة، وتقبل النمطية».
شرع مور في نشر قصائده ومقالاته في أواخر الستينيات في مجلات الهواة، وفي النهاية أنشأ مجلته الخاصة وأطلق عليها اسم إمبريو. ومن خلال تلك المجلة، انخرط مور في العمل مع مجموعة أدبية تُدعى «نورثامبتون أرتس لاب»، وعقب ذلك قدمت تلك المجموعة مساهمات عظيمة للمجلة. اكتشفت مدرسة مور لاحقًا أنه كان يتاجر بعقار ليسرجيد المهلوس لزملائه، ولذا طُرد من مدرسته في عام 1970 – علق مور على تلك الحادثة واصفًا نفسه بـ«أفشل تاجر مخدرات في العالم». ثم استأنف قائلًا: «تواصل ناظر المدرسة بعدها مع عدة مؤسسات أكاديمية طلبت الالتحاق بها، وطلب منهم ألا يقبلوني عندهم لأنني كنت أشكل خطرًا على السلامة الأخلاقية لبقية الطلاب هناك، وهو أمر صحيح على الأغلب».
مكث مور بعدها في منزل والديه لبضعة أعوام، وانتقل من وظيفة إلى أخرى مثل تنظيف الحمامات ودباغة الجلود. وفي أواخر عام 1973، قابل مور فتاة من نورثامبتون تُدعى فيليس ديكسون وأقام معها علاقة غرامية، ثم انتقلا للعيش معًا في شقة مزودة بغرفة واحدة في منطقة باراك رود في نورثامبتون. وسرعان ما تزوجها، ثم انتقلا للعيش معًا في أحد المساكن العامة في الحي الشرقي للمدينة، وواصل مور العمل في مكتب لدى مقاول فرعي لشركة الغاز المحلية. لم يشعر مور بالرضا عن وظيفته الحالية، ولذا قرر أن يكسب قوت يومه من أحد الأشغال الفنية.
حكى مور عن تجربته مع عقار الهلوسة قائلًا: «كانت تجربتي مع عقار ليسرجيد أمرًا لا يُصدق. لا أنصح أحد بتجربته بكل تأكيد، ولكنه جعلني أدرك أن الواقع الذي نعيشه ليس جامدًا. جعلني أدرك أن العالم الذي نعيشه كل يوم هو عالم واحد فقط من بين عدة عوالم أخرى، منظور واحد من بين عدة مناظير أخرى حيث تحمل الأشياء المختلفة معانٍ مختلفة متساوية مع غيرها في الصحة. أثر هذا الوحي عليّ بشدة».

## وصلات خارجية
آلان مور  على قاعدة بيانات الخيال التأملي على الإنترنت
- Dodgem Logic الموقع الرسمي
- آلان مور على موقع IMDb (الإنجليزية)
- آلان مور على موقع الموسوعة البريطانية (الإنجليزية)
- آلان مور على موقع مونزينجر (الألمانية)
- آلان مور على موقع ألو سيني (الفرنسية)
- آلان مور على موقع ميوزك برينز (الإنجليزية)
- آلان مور على موقع أول موفي (الإنجليزية)
- آلان مور على موقع قاعدة بيانات الأفلام السويدية (السويدية)
- آلان مور على موقع إن إن دي بي (الإنجليزية)
- آلان مور على موقع أول ميوزيك (الإنجليزية)
- آلان مور على موقع ديسكوغز (الإنجليزية)
- آلان مور على مشروع الدليل المفتوح